# Outta This World
Outta This World – drugi album studyjny brytyjskiego boysbandu JLS wydany w 19 listopada 2010 roku. Krążek zadebiutował na miejscu drugim UK Albums Chart, rozchodząc się w 152,474 egzemplarzy w pierwszym tygodniu. Od czasu ukazania się zespół sprzedał 650,000 kopii albumu.

## Lista utworów
| #   | Tytuł                          | Autor tekstu                                                                | Producent         | Długość |
| --- | ------------------------------ | --------------------------------------------------------------------------- | ----------------- | ------- |
| 1.  | "The Club Is Alive"            | Savan Kotecha, Richard Rodgers, Andrew Frampton, Steve Mac                  | Steve Mac         | 3:43    |
| 2.  | "Eyes Wide Shut"               | JLS, Tim McEwan, Lars Halvor Jensen                                         | DEEKAY            | 3:51    |
| 3.  | "Outta This World"             | JLS, August Rigo, Mikkel S. Eriksen, Tor Erik Hermansen                     | Stargate          | 3:43    |
| 4.  | "That's My Girl"               | JLS, Jay Sean, Jared Cotter, Robert Larow, Jeremy Skaller, Jonathan Perkins | J-Remy, BobbyBass | 3:06    |
| 5.  | "Work"                         | JLS, August Rigo, Eriksen, Hermansen, Nick Brongers                         | Stargate          | 3:07    |
| 6.  | "I Know What She Like"         | JLS, Jerry Wonda, Arden Altino, August Rigo                                 | Jerry Wonda       | 3:16    |
| 7.  | "Love You More"                | JLS, Wayne Hector, Toby Gad                                                 | Toby Gad          | 3:47    |
| 8.  | "Other Side of the World"      | JLS, Paul Barry, Alex Smith                                                 | Metrophonic       | 3:02    |
| 9.  | "Better for You"               | JLS, Daniel "Obi" Klein, Ali Tennant, Johannes R. Jørgensen                 | DEEKAY            | 3:39    |
| 10. | "Superhero"                    | JLS, Jensen, Tennant, McEwan                                                | DEEKAY            | 3:19    |
| 11. | "Love at War"                  | JLS, August Rigo, Eriksen, Hermansen                                        | Stargate          | 3:34    |
| 12. | "Don't Talk About Love"        | JLS, Lucas Secon, Tennant, Carsten Mortensen                                | Lucas Secon       | 3:17    |
| 13. | "That's Where I'm Coming From" | JLS, Chris Braide                                                           | Chris Braide      | 3:42    |
| 14. | "The Last Song"                | JLS, Fred Ball, Teemu Brunila                                               | Fred Ball         | 3:08    |

| #   | Tytuł                             | Autor tekstu                                               | Producent | Długość |
| --- | --------------------------------- | ---------------------------------------------------------- | --------- | ------- |
| 15. | "The Club Is Alive" (Music Video) | Savan Kotecha, Richard Rodgers, Andrew Frampton, Steve Mac | Steve Mac | 3:43    |
| 16. | "Love You More" (Music Video)     | JLS, Wayne Hector, Toby Gad                                | Toby Gad  | 3:47    |

## Notowania i certyfikaty
| Lista (2010)            | Najwyższa pozycja |
| ----------------------- | ----------------- |
| European Top 100 Albums | 10                |
| Irish Albums Chart      | 4                 |
| Scottish Albums Chart   | 3                 |
| UK Albums Chart         | 2                 |

| Lista (2010)    | Pozycja |
| --------------- | ------- |
| UK Albums Chart | 17      |

| Kraj                  | Certyfikat |
| --------------------- | ---------- |
| Irlandia (IRMA)       | Platyna    |
| Wielka Brytania (BPI) | 2x Platyna |

## Historia wydania
| Kraj            | Data              | Format               | Wytwórnia    | Katalog     |
| --------------- | ----------------- | -------------------- | ------------ | ----------- |
| Irlandia        | 19 listopada 2010 | CD, digital download | Epic Records | 88697742862 |
| Wielka Brytania | 22 listopada 2010 | CD, digital download | Epic Records | 88697742862 |